# 다모 (드라마)
《다모》(茶母)는 2003년 7월 28일부터 2003년 9월 9일까지 방송되었던 MBC 월화 드라마로 당시 HD-TV로 기획되었으며 사전 제작을 목표로 제작되었다.
한편 이 프로그램은 당초 《홍국영》 후속으로 편성될 예정이었으나 이런저런 사정 때문에 무산되자 현대물로 급선회하는 한편 제목도 《두 여자》로 정했지만 주요 배우들 섭외 문제 때문에 어려움을 겪어왔고 뒷날 손예진, 김규리가 주요 인물이 되면서 제목도 《선희 진희》로 바뀐 한편 배역 이름도 심정수, 강수연에서 심선희, 강진희로 변경된 바 있다.

## 등장 인물

### 주요 인물
- 하지원 : 장채옥 / 장재희 역 (아역 정민아)
- 이서진 : 황보윤 역 (아역 백성현)
- 김민준 : 장성백 / 장재무 역 (아역 김수영)

### 좌포도청
- 이문식 : 마축지 역 - 도망 나온 외거 노비
- 노현희 : 타박녀 역 - 도망 나온 관노, 마축지의 처
- 박영규 : 조세욱 역 - 좌포청 포도대장 (종2품)
- 이한위 : 백주완 역 - 좌포청 부장 포교
- 권오중 : 이원해 역 - 좌포청 부장 포교
- 신승환 : 안병택 역 - 좌포청 서원의 아들, 책방 도령
- 윤문식 : 안녹사 역 - 좌포청 서원

### 역모 세력
- 정욱 : 정필준 역 - 병조 판서 (정2품)
- 정호근 : 최달평 역 - 거상(巨商)
- 권용운 : 노갑출 역 - 객주 주인
- 안계범 : 가토 마사유키 역 - 사무라이

### 그 외 인물
- 선우재덕 : 이조 왕 하성군 선조
- 조재혁 : 조치오 역 - 조세욱의 아들
- 채영인 : 조난희 역 - 조세욱의 딸
- 변희봉 : 형조판서 역
- 이정인 : 장성백의 어머니 역
- 박준규 : 흥복 역 - 선조 호위무사 주몽
- 장용 : 황보윤의 아버지 역ㅡ황보 철
- 박순천 : 황보윤의 어머니 역
- 김민경 : 수명 역
- 전인택 : 덕수 역ㅡ박덕수
- 현석 : 정홍두 역
- 남영진 : 양반 역
- 미상 : 수월이 역
- 미상 : 카토우 역
- 이종만
- 정두홍 : 학철 역
- 오협 : 석부장 역

### 특별 출연
- 조재현 : 장일순 역 - 장재무과 재희의 아버지
- 임현식 : 천가 역 - 장물아비

## 수상 경력
- 2003년 MBC 연기대상 여자 최우수상, 베스트 커플상, 여자 인기상 하지원
- 2003년 MBC 연기대상 남자 우수상, 베스트 커플상 이서진
- 2003년 MBC 연기대상 남자 신인상 김민준
- 2003년 제16회 그리메상 대상
- 2004년 제40회 백상예술대상 TV 부문 남자 신인상 김민준
- 2004년 제40회 백상예술대상 TV 부문 신인 연출상 이재규
- 2004년 제31회 한국방송대상 TV 드라마 부문 우수 작품상

## 같이 보기
- SBS 주말 특별 기획 드라마 《대망》
- KBS 2TV 수목 드라마 《해신》